# GPWA興行
GPWA興行は、グローバル・レスリング連盟が主催するプロレス興行。

## 第1回主催興行
- 大会名 : GPWA第1回興行『Realize』
- 開催日時 : 2006年11月14日
- 開催場所 : 後楽園ホール
- 観客動員数 : 1,700人(満員)

| 第7試合 6人タッグマッチ 1/30                                      |                                           |                                                 |
| ○潮崎豪(NOAH) 中嶋勝彦(健介オフィス) 菅原拓也(Eldorado)           | 22'37 ムーンサルトプレス→エビ固め         | 崔領二(ZERO1MAX) HARASHIMA(DDT) KAZMA(K-DOJO)●  |
| 第6試合 スペシャル6人タッグマッチ1/30                             |                                           |                                                 |
| ○高山善廣(高山堂) 鈴木みのる(パンクラスミッション) NOSAWA論外     | 22'10 チキンウイング・アームロック        | 森嶋猛(NOAH) 佐藤耕平(ZERO1MAX) 谷口周平(NOAH)● |
| 第5試合 DDT提供試合 1/30                                          |                                           |                                                 |
| KUDO ●柿本大地                                                    | 15'11 フェニックス・スプラッシュ→エビ固め | 男色ディーノ 飯伏幸太○                          |
| 第4試合 KAIENTAI-DOJO提供試合 1/30                                |                                           |                                                 |
| ○ザ・ハンサムJOE ヤス・ウラノ Mr.X マイク・リーJr.                | 16'42 雪崩式ブレーンバスター→片エビ固め   | 火野裕士 SUPER-X● 山縣優 稲松三郎               |
| 第3試合 ElDorado提供試合 1/30                                     |                                           |                                                 |
| ○エルブレイザー ジャンピングキッド沖本 ミラニートコレクションa.t. | 11'45 ライトニングストラック→エビ固め     | バラモン・シュウ バラモン・ケイ 卍丸●           |
| 第2試合 6人タッグマッチ 1/30                                      |                                           |                                                 |
| 菊タロー ○岸勝也(IWA) 澤宗紀(バトラーツ)                          | 15'04 後方回転エビ固め                    | 河童小僧(IWA)● 原学(BML) 平柳努(NOAH)           |
| 第1試合 NOAH vs ZERO1 MAX 1/15                                    |                                           |                                                 |
| 石森太二 △青木篤志 太田一平                                       | 15'00 時間切れ引き分け                    | 日高郁人 浪口修 高西翔太△                       |

備考
- リングマットはGPWA独自のもの、リングとゴングはZERO1-MAXのものを使用した。
- レフェリーはノア、ZERO1-MAX、DDTから各一名登場した。リングアナウンサーは全試合、ノアの大川正也アナが担当。
- 第一回主催大会は東京・後楽園ホールで開催したが、第二回大会以後は地方でも開催することをGPWA首脳が公言している。
- テレビ中継による実況は日本テレビアナウンサー、解説は前半が高木三四郎、後半が三沢光晴